# Montecastrilli
Montecastrilli là một đô thị ở tỉnh Terni trong vùng Umbria của Ý, có cự ly khoảng 50 km về phía nam của Perugia và khoảng 15 km về phía tây bắc của Terni. Tại thời điểm ngày 31 tháng 12 năm 2004, đô thị này có dân số 4.888 người và diện tích là 62,4 km².
Đô thị Montecastrilli có các frazioni (đơn vị trực thuộc, chủ yếu là các làng) Casteltodino, Farnetta, Colleseccovà Castel dell'Aquila.
Montecastrilli giáp các đô thị: Acquasparta, Amelia, Avigliano Umbro, Guardea, Narni, San Gemini, Terni.